# شهرداری تتری تسقارو
شهرداری تتری تسقارو (گرجی: თეთრიწყაროს მუნიციპალიტეტი) یکی از شهرداری‌های استان کومو کارتلی در گرجستان است. مرکز اداری آن تتری تسقارو است.
جمعیت: ۲۱۱۲۷ نفر
مساحت: ۱۱۷۴.۵ کیلومتر مربع